# Veronika Dreier
Pour les articles homonymes, voir Dreier.
Veronika Dreier, née en 1954 à Voitsberg en Autriche, est une graphiste, artiste de performance, des médias et de l'objet.

## Vie et carrière
De 1971 à 1975, Veronika Dreier suit le cours de dessin de l'école de Ortwein. Elle travaille comme graphiste et artiste indépendante à partir de 1976. À partir de 1982, elle dirige son propre studio à Graz, où elle vit et travaille encore en 2021. 

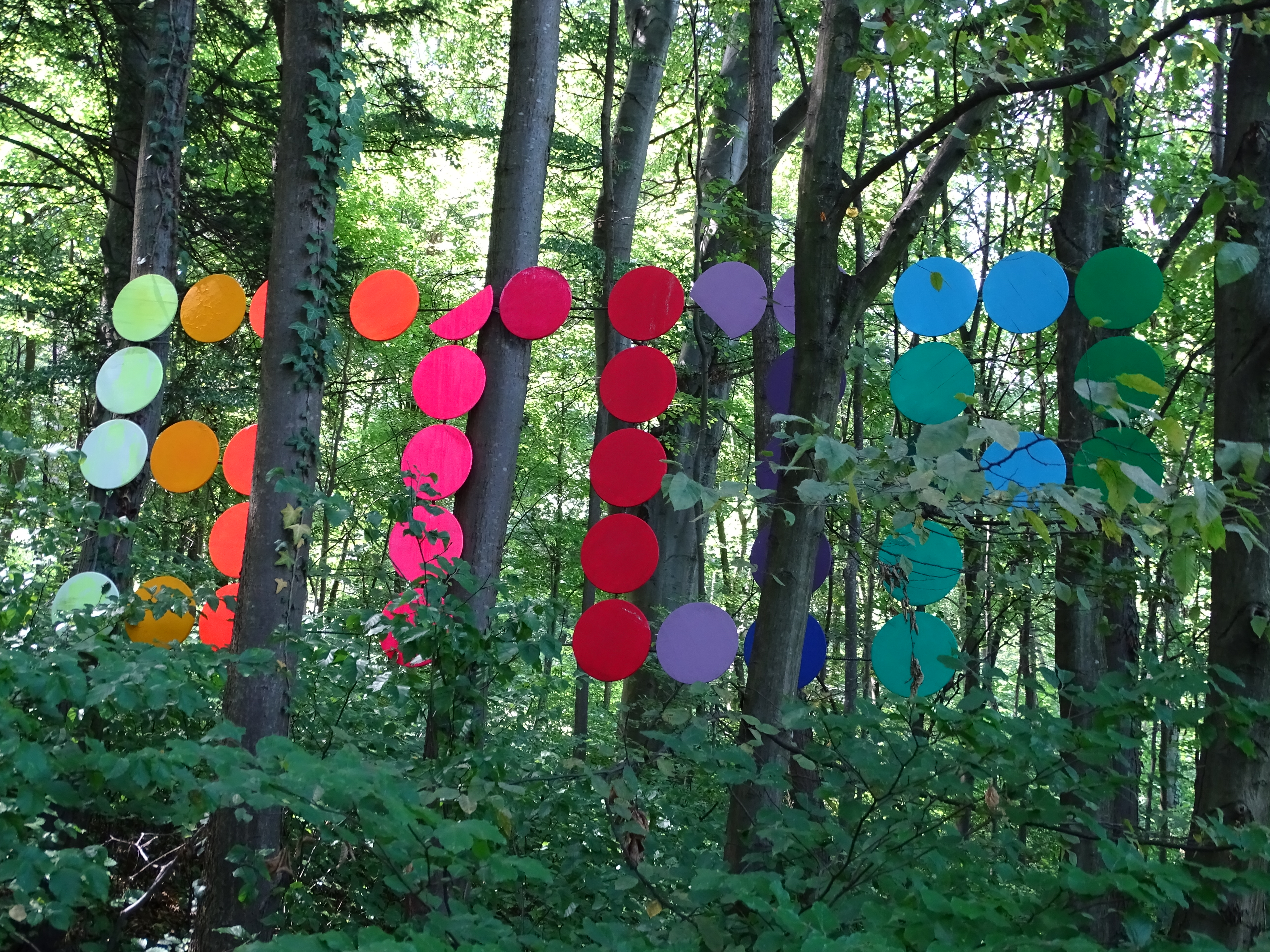
L'installation "Auf den Punkt gebracht" de Veronika Dreier sur le sentier des sculptures du Château Saint-Martin de Graz en été 2019.

En 1994, elle reçoit une aide financière du gouvernement fédéral autrichien pour les arts visuels ; en 1997 elle obtient une aide pour financer son activité. De 1980 à 1992 environ, elle est rédactrice en chef et éditrice du magazine culturel féministe Eva & Co. À partir de 1986, le magazine est publié par une association dont c'est l'objet principal, La communauté de femmes artistes Eva & Co, que Veronika Dreier dirige aux côtés de Eva Ursprung et de la germaniste Brigitte Krenn. De 1980 à 1992, elle en est la présidente. Le magazine Eva & Co a été interrompu car « les artistes impliqués ne trouvaient guère de temps pour leur propre travail et craignaient également que l'art des femmes ne soit ghettoïsé ».
Ses œuvres publiques des années 1980 incluent le PudDing, qu'elle présente à l'Université de Graz en 1986. Il s'agit d'un moulage grandeur nature d'une figure féminine faite de 65 litres de pudding qui est mangé en public. En 1988, elle remporte le concours pour la conception artistique du parc intérieur et des jardins du centre pour personnes âgées de Graz, réalisée entre 1988 et 1989. 

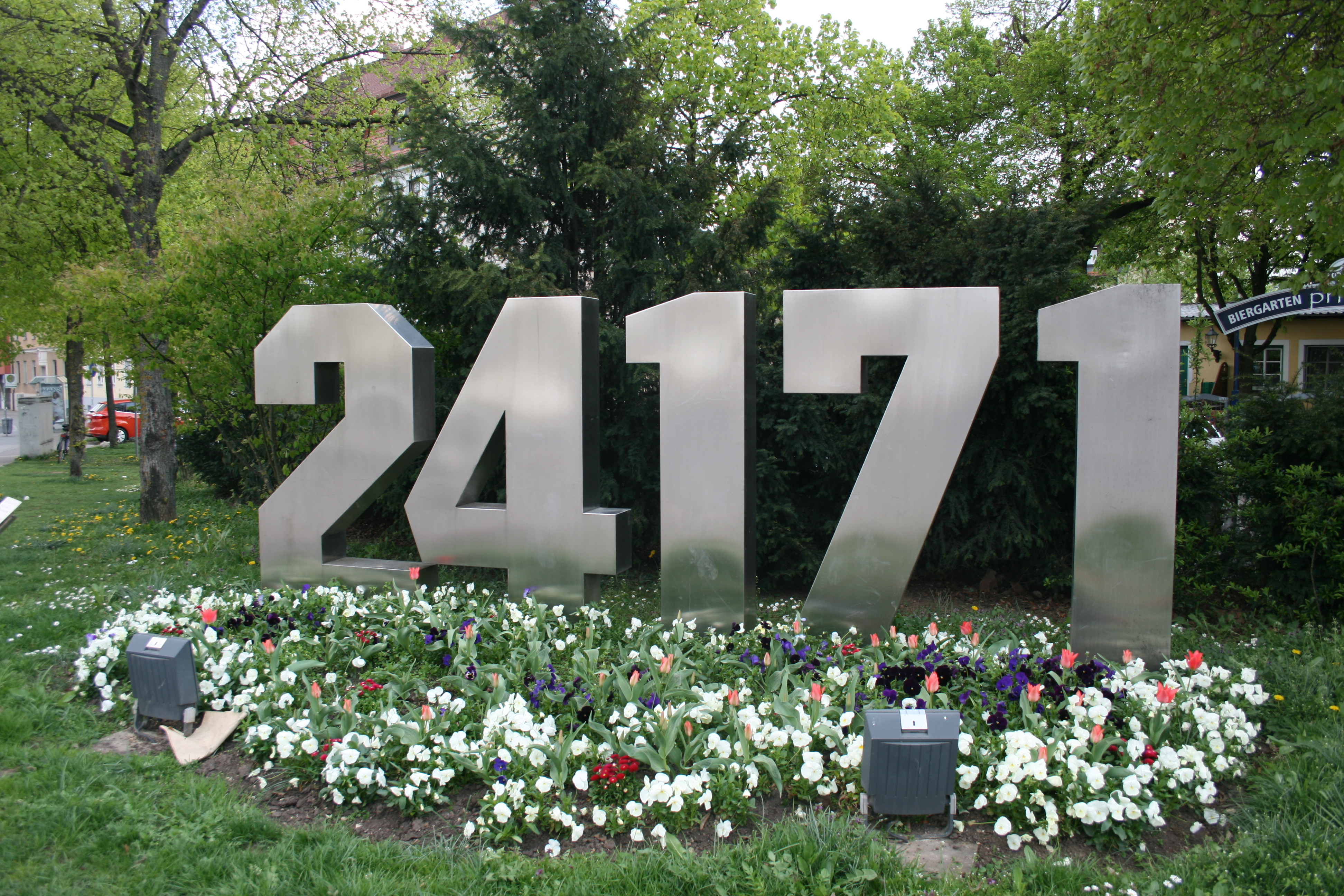
Mémorial contre la violence à l'égard des femmes et des filles à Ratisbonne, construit par Veronika Dreier en mars 2000.

À l'occasion du festival international contemporain Der Steirische Herbst en 1991, elle réalise une projection de diapositives sur la façade du Musée national du Tyrol, le Ferdinandeum. Dans le cadre du projet européen Women light up the Night, dans lequel elle est cheffe de projet pour l'Autriche, elle participe en 1994 à une autre projection de diapositives sur la façade extérieure du bâtiment des assurances à Mariahilferplatz 5. En 1995, elle participe au projet Tarzomaktion (installation multimédia et panneaux d'affichage) pour l'organisation de Graz ESC (extrem subversive culture). 
En 1995, elle participe à la campagne d'affichage Kunst auf Zeit organisée annuellement entre 1986 et 2006 par le groupe d'artistes de Graz Gruppe 77 en réalisant un pilier publicitaire allée Erzherzog-Johann. La même année, elle installe une œuvre intitulée Wäscheleine / Model 1:10 aus rostreifem Stahl, lackiert (littéralement "corde à linge / Modèle 1:10 en acier peint à rayures rouges"), au-dessus de la Elisabethstrasse à Graz.
Elle est membre du comité d'administration de l'association artistique W.A.S. (Women's Art Support) créée en 1993. 
En mai 2000, Veronika Dreier fonde en collaboration avec l'association locale Zebra l'association artistique BAODO. En 2004 elle fait évoluer le projet, la location de locaux permet de créer un espace artistique interdisciplinaire accueillant également un café-restaurant, le Kunstraum NIL.
Le 23 janvier 2009 Veronika Dreier reçoit le Prix des Droits humains 2008 du land de Styrie pour son travail au sein de l'association BAODO.

## Expositions
- Mahnmal, 1996, sur la place Kapistran-Pieller, Graz[12]
- Ein negatives Monument eines Menetekels, 18.03.-24.04.1994, Studio der Neuen Galerie, Graz[13]